# Lista 500 albumów wszech czasów magazynu NME
Lista 500 albumów wszech czasów magazynu NME (ang. NME's The 500 Greatest Albums of All Time) – lista najlepszych muzycznych albumów wszech czasów sporządzona przez dziennikarzy związanych z magazynem NME. Została wydana 23 grudnia 2013 w formie papierowej i cyfrowej. Lista spotkała się z dużą falą krytyki, w tym ze strony dziennika The Guardian.
Pierwsze miejsce zajął album The Queen Is Dead zespołu The Smiths, z kolei najwięcej albumów na liście było autorstwa Davida Bowiego (10).

## Top 25
| Lp  | Album                                                         | Wykonawca                        |
| --- | ------------------------------------------------------------- | -------------------------------- |
| 1.  | The Queen Is Dead                                             | The Smiths                       |
| 2.  | Revolver                                                      | The Beatles                      |
| 3.  | Hunky Dory                                                    | David Bowie                      |
| 4.  | Is This It                                                    | The Strokes                      |
| 5.  | The Velvet Underground & Nico                                 | The Velvet Underground oraz Nico |
| 6.  | Different Class                                               | Pulp                             |
| 7.  | The Stone Roses                                               | The Stone Roses                  |
| 8.  | Doolittle                                                     | Pixies                           |
| 9.  | The Beatles                                                   | The Beatles                      |
| 10. | Definitely Maybe                                              | Oasis                            |
| 11. | Nevermind                                                     | Nirvana                          |
| 12. | Horses                                                        | Patti Smith                      |
| 13. | Funeral                                                       | Arcade Fire                      |
| 14. | Low                                                           | David Bowie                      |
| 15. | Let England Shake                                             | PJ Harvey                        |
| 16. | Closer                                                        | Joy Division                     |
| 17. | It Takes a Nation of Millions to Hold Us Back                 | Public Enemy                     |
| 18. | Loveless                                                      | My Bloody Valentine              |
| 19. | Whatever People Say I Am, That’s What I’m Not                 | Arctic Monkeys                   |
| 20. | OK Computer                                                   | Radiohead                        |
| 21. | My Beautiful Dark Twisted Fantasy                             | Kanye West                       |
| 22. | Parklife                                                      | Blur                             |
| 23. | The Rise and Fall of Ziggy Stardust and the Spiders from Mars | David Bowie                      |
| 24. | Exile on Main St.                                             | The Rolling Stones               |
| 25. | What’s Going On                                               | Marvin Gaye                      |